# Stronnictwo Demokratyczne (wileńskie)
Stronnictwo Demokratyczne – polskie i środkowolitewskie ugrupowanie polityczne o charakterze socjalliberalnym i demokratycznym. Przewodniczącym klubu partii w Sejmie Litwy Środkowej był Witold Abramowicz. Innym znanym działaczem był brat Józefa Piłsudskiego – Jan Piłsudski. Kandydaci SD startowali w wyborach do Sejmu Litwy Środkowej z Polskiego Demokratycznego Komitetu Wyborczego.

## Zarys programu
Politycy Stronnictwa uważali, że Sejm Litwy Środkowej powinien mieć pełnię władzy ustawodawczej. Docelowym rozwiązaniem dla Wileńszczyzny miała być federacja z Polską, jednak pragmatycznie popierano rozwiązanie autonomiczne. Sejm do czasu rozstrzygnięcia kwestii przynależności do Rzeczypospolitej miał sprawować kontrolę nad administracją kraju.